# Замок Кілліні
Замок Кілліні (англ. Killiney Castle) — замок ФітцПатріка — один із замків Ірландії, розташований в графстві Дублін в однойменному селищі.

## Історія замку Кіліні
Замок Кілліні під назвою замок Маунт-Мапас побудував у 1740 році полковник Джон Мапас, хоча до того на цьому місці стояли більш давні споруди. У 1755 році замок купив капітан Маунселл. Потім цей замок купив полковник Лофус в 1770 році. Але у 1772 році полковник Лофус вирішив продати замок і 150 акрів землі навколо нього. Не дивлячись на короткий термін володіння замком і землею, полковник Лофус впорядкував замок і землю і дорогу до замку. Замок купив лорд Клонмео, що додатково впорядковував замок і витратив на це більше £ 3 000, що в ті часи було величезною сумою.
Наступним власником замку був Роберт Воррен, що був дуже прив'язаний до цього замку. Саме він дав замку назву замок Кілліні. Він у 1840 році здійснив розширення та ремонт замку, відновив обеліск збудований полковником Мапасом, пожертвував землю і гроші на будівництво парафіяльної церкви Кілліні. Землі на пагорбі, що колись були частиною садиби купив у його сина Роберт Воррен Молодший. На честь ювілею королеви Вікторії пагорб був перейменований на Вікторія-хілл.
Наступним власником замку була місіс Чіппендейла Гігган. Вона посадила навколо замку дерева і чагарники, які можна бачити і нині, замок став більш естетичним і декоративним.
У ХХ столітті під час війни за незалежність Ірландії і громадянської війни в Ірландії замок Кілліні використовувався «чорними і рябими», ІРА, республіканцями та іншими озброєними угрупуваннями аж поки він не був вщент спалений урядовими військами Ірландії. Замок був реквізований урядом Ірландії і протягом 1939—1945 років використовувався для армії Ірландії.
У 1970 році замок Кілліні став власністю подружжя Педді та Ейтне Фітцпатрік. Вони перетворили його в готель високого класу і назвали його Фітцпатрік Замок-готель. Сьогодні їхня дочка Ейтне Фітцпатрік Скотт-Леннон володіє готелем, і разом зі своєю сім'єю продовжує вести його шляхом до подальший успіхів, зберігаючи при цьому оригінальний замок чарівність та ірландську гостинність.